# مقبرة طاسو

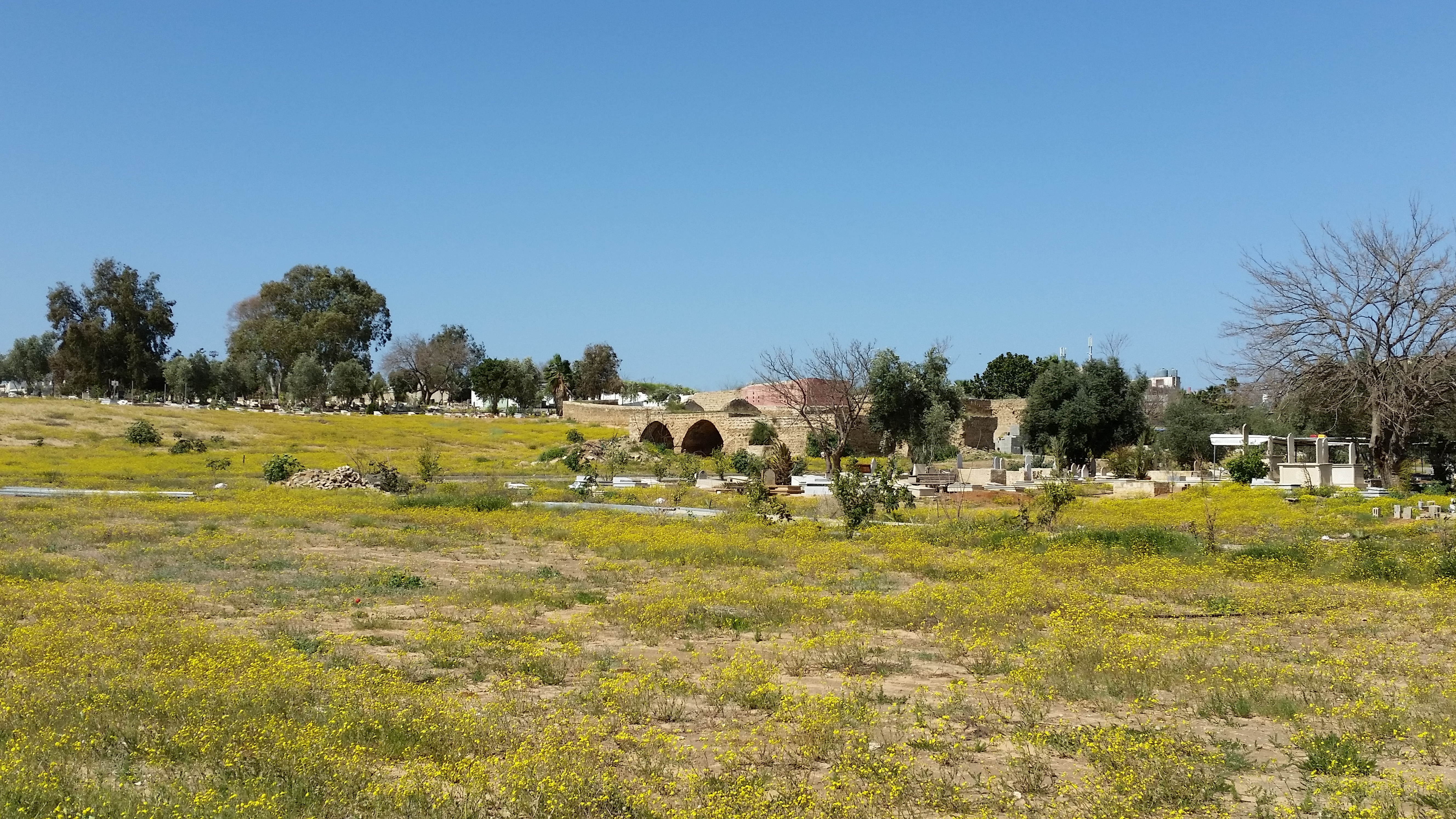
منحدر المقبرة

مقبرة طاسو هي مقبرة إسلامية في مدينة يافا وهي الوحيدة التي يتم دفن الموتى المسلمين من يافا والمنطقة فيها.
تحاول السلطات الإسرائيلية حاليا تجريفها لبناء أبراج تجارية عليها وفندق.
تعرضت الأوقاف الفلسطينية في الأراضي المحتلة عام 1948 لسلسلة من اعتداءات الاحتلال الإسرائيلي التي لم تستثنِ المقابر، إذ يحكمها قانون «أملاك الغائبين» الإسرائيلي الذي يهدد مقبرة طاسو في يافا بالمصادرة بالرغم من مرور عقود على إصدار القانون العنصري «قانون أملاك الغائبين» الذي شرعن الاحتلال ومصادرة أراضي وأملاك الفلسطينيين في كلّ أنحاء فلسطين المحتلة.
من المعروف بحسب القوانين والأعراف الدولية والمحلية لأيّ دولة تحترم الأديان، أنّها تسعى إلى الحفاظ على الأوقاف والمقدسات، ومنها بيوت العبادة والمقابر لأيّ طائفة كانت ضمن حدودها بغض النظر عن ديانتها.
مقبرة طاسو الإسلامية في يافا هي واحدة من الأملاك المقدسة المعتدى عليها من قبل الاحتلال في اراضي الـ48. ففي عام 1931 تم إيداع أرض بمساحة 80 دونماً في منطقة حي أبو كبير العريق، وقفاً لصالح دفن المسلمين من أهالي مدينة يافا. ومع دخول الاحتلال عام 1948 متبوعاً بقانون «أملاك الغائبين» عام 1951 صودرت المقبرة. و«أملاك الغائبين» هو القانون الذي تحولت بحسبه أراضي فلسطين من ملكية الفلسطينيين إلى الاحتلال الإسرائيلي وهو من أكثر القوانين عنصرية في العالم، إذ جرت بموجبه تلك المصادرة بحقّ مقبر طاسو بذريعة غياب القائمين عليها.
أما عام 1956، ومنعاً للحرج الدولي، فقد حرّر الاحتلال جزءاً صغيراً من أوقاف المسلمين في فلسطين، منها جزء بسيط من المساجد والمقابر. لكنّه لم يحررها فعلياً، بل عينت المؤسسة الإسرائيلية لجاناً تحت تسمية لجان أمناء للوقف الإسلامي عبر وزارة المالية، وذلك لضمان تعيين أشخاص غير مؤتمنين يخدمون مصلحة الاحتلال فقط لا غير.
عام 1973 باعت اللجنة نصف المقبرة لشركة صهيونية متطرفة، وذلك بموافقة الوزارة وتحت غطائها، حتى أنّها وافقت على نقل بعض القبور من منطقة إلى منطقة أخرى.

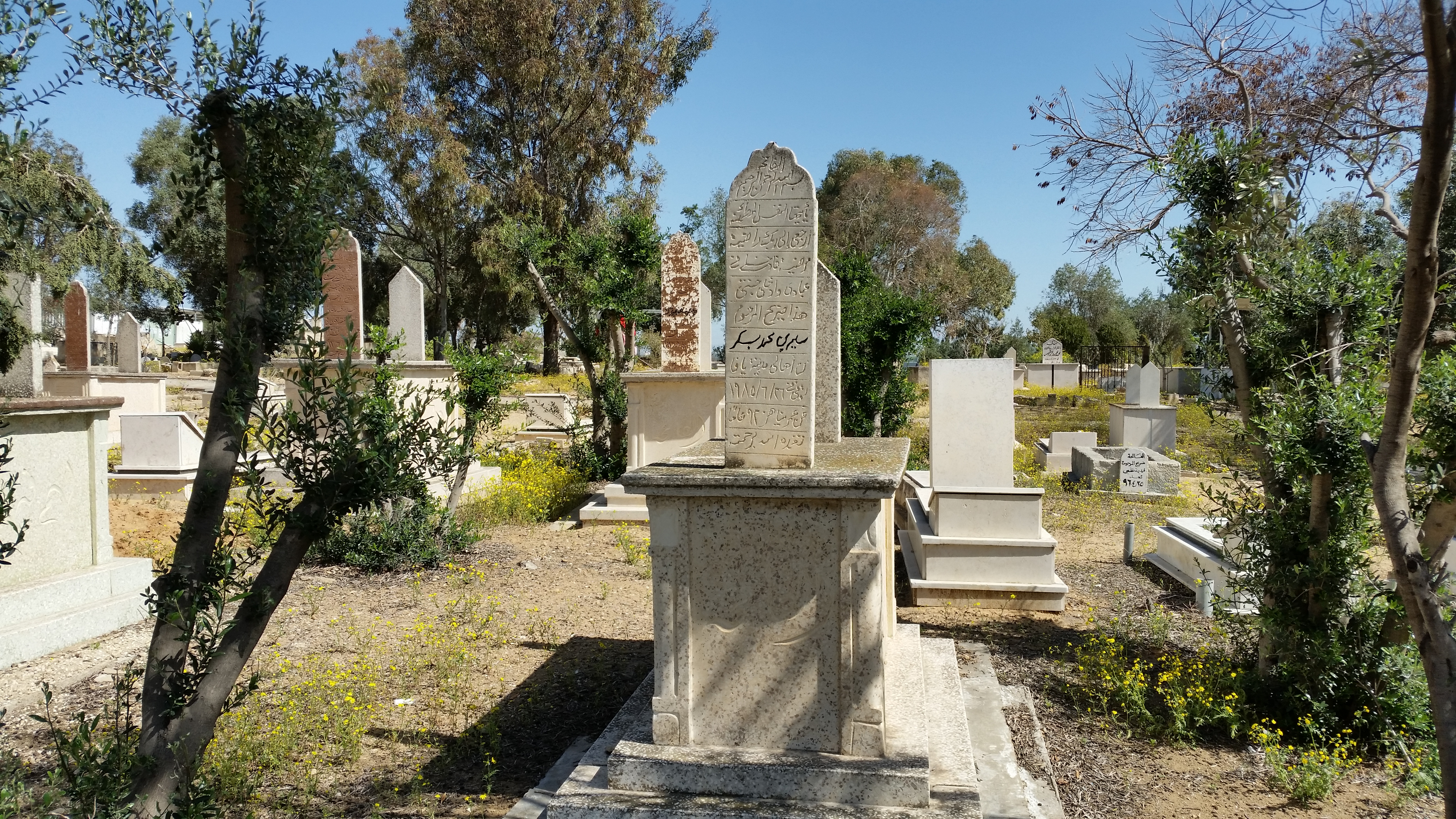
مقبرة طاسو.

يجري انتهاك حرمة هذه المقدسات مثل ما حصل في سنوات الستين في شمال يافا وبالتحديد على شاطئ البحر المحاذي لقرية صميل المهجّرة، إذ جرف قسم كبير من القبور الإسلامية وبني فندق «هيلتون» العالمي عليها، وحوصرت أرض مقبرة طاسو لتتقلّص مساحتها بعد بناء الفندق. بعد كشف المؤامرة على يد أبناء المدينة كانت هناك محاولات قضائية لإبطال الصفقة. وعلى مدى 25 عاماً من الدعاوى القانونية فإنّ أذرع القضاء المسيّسة لخدمة المؤسسة الإسرائيلية صادقت في النهاية على الصفقة.
عام 1995 وبعد الإعلان عن قرار المحكمة العليا الأخير الذي قضى بصحة الصفقة، انتفض أهالي مدينة يافا المسلمون، ويستمرون في تلك الوقفة، منذ ذلك الحين، معارضة لتنفيذ قرار تقسيم المقبرة ونقل نصفها للشركة الصهيونية التي تنوي بناء الوحدات السكنيّة عليها. يذكر أنّه في ذلك الحين وعد رؤساء بلدية تل أبيب يافا، بالتنسيق مع وزارة الإسكان، المسلمين في مدينة يافا أنّهم لن يسمحوا بالمساس بالمقبرة وأنّهم سيمنحون الشركة أرضاً بديلة.
نتيجة لمحاولة تقسيم أرض المقبرة، عقدت الهيئة الإسلامية المنتخبة في مدينة يافا (وهي مؤسسة أهليّة إسلاميّة منتخبة لحماية الأوقاف الإسلاميّة) اجتماعاً عاماً للمسلمين في المدينة ونتج عنه تشكيل لجنة شعبية للدفاع عن مقبرة طاسو مكونة من مؤسسات مدينة يافا الإسلامية والعربية الحرّة. وتقوم هذه اللجنة بوضع الخطط للتصدّي لمحاولات المساس بالمقبرة وتوعدت بالوقوف أمام هذه المحاولات بكلّ السبل الشعبية.